# Судунтуй (сельское поселение)
Се́льское поселе́ние «Судунтуй» (бур. hүдэнтын hомон) — муниципальное образование в Агинском районе Забайкальского края Российской Федерации.
Административный центр — село Судунтуй.

## История
Статус и границы сельского поселения установлены Законом Читинской области от 19 мая 2004 года «Об установлении границ, наименований вновь образованных муниципальных образований и наделении их статусом сельского, городского поселения в Читинской области»

## Население
| 2010 | 2011  | 2012  | 2013  | 2014  | 2015  | 2016  |
| ---- | ----- | ----- | ----- | ----- | ----- | ----- |
| 1238 | ↘1233 | ↘1164 | ↘1104 | ↘1068 | ↘1044 | ↘1011 |
| 2017 | 2018  | 2019  | 2020  | 2021  |       |       |
| ↘999 | ↘995  | ↘979  | ↘949  | ↘917  |       |       |

## Состав сельского поселения
| № | Населённый пункт | Тип населённого пункта       | Население |
| - | ---------------- | ---------------------------- | --------- |
| 1 | Судунтуй         | село, административный центр | ↘917      |